# Боров, Михаил Романович
Михаил Романович Боров (1896, Архангельские Ключи, Бугурусланский уезд Самарская губерния — 29 мая 1941, Киев) — борец, первый чемпион Советской России среди профессиональных борцов классического (греко-римского) стиля.

## Биография
Родился в 1896 году в мордовском селе Архангельские Ключи (ныне село Красные Ключи) Бугурусланского уезда Самарской губернии. По национальности эрзянин. Младший сын в семье, родители: Роман Дмитриевич Боров и мать Евдокия Васильевна Борова.
В бывшем Бугурусланском уезде Самарской губернии начала селится мордва более 200 лет назад. Как говорят краеведы, мордовские семьи переселялись из Пензенской губернии, примерно из района нынешнего Саранска. Среди первых переселенцев были Феняевы — предки Боровых, фамилия которых появилась позднее. В семье Феняевых все дети были рослыми, крепкими, но, несмотря на силу, все росли тихими и покладистыми. Однажды сельские мужики спровоцировали одного из рослых предков Михаила на спор: выкрасть из соседнего сарая свиноматку. В присутствии свидетелей Феняев утащил свинью весом 10—11 пудов (170—180 кг) на свой двор. Один из зрителей смог лишь вымолвить: «Ну и здоров боров!» Так родилось семейное прозвище, а потом какой-то остряк в графе фамилия записал «Боров», так Феняевы стали Боровыми.
Был призван в армию 7 августа 1915 года от Аверкинской волости Бугурусланского уезда Самарской губернии. Служил сначала в
Самаре, в 8-м полку инфантерии, в пулемётном взводе; в конце сентября вместе с полком был отправлен в город Петров Саратовской губернии, затем на германский фронт. После учёбы в школе красных командиров в 1918-20 годах в Самаре, воевал с Колчаком и с бело-чехами, был ранен.
Летом 1919 года Михаил из-за серьёзного ранения ноги вернулся на родину. В Самаре Михаил не смог усидеть без дела — он начал заниматься спортом в отряде Всевобуча. Боров стал участником первой губернской олимпиады, и несмотря на плохое знание техники борьбы, стал победителем. Мордовский богатырь брал соперников не техникой, а силой. В составе Самарской команды Боров был направлен на соревнования в Москву. Двухметровый гигант Боров, выступая в тяжёлом весе, занял абсолютное первое место по борьбе и второе место по тяжёлой атлетике (из-за незнания техники поднятия тяжестей). Постепенно имя Миши Борова становилось всё более известным, мордовский исполин получил титул «Колосс Поволжья».
В 1920 году на соревнованиях в Москве Михаил Боров занял первое место по борьбе и второе по поднятию тяжестей. В 1926 году в Киеве вольным стилем поборол непобедимого украинского борца Данилу Пасунько. В том же году в Туле уже на чемпионате страны Боров боролся за первое место с Шемякой Иваном и Спулем Иваном. Поэтому, когда спросили Поддубного, кого из советских борцов нужно взять на соревнования в США, он выдвинул кандидатуры Борова Михаила и Пасунько Данила.
В 1936 году несмотря на сорокалетний возраст и вес около 130 кг, пробегал стометровку за 11,8 секунд. По воспоминаниям Вердена (Н. Г. Жеребцов) в городе Ростове-на-Дону, Боров тренировался, запросто проходя мимо него с тяжестями на плечах весом более 500 кг.
В 1937 году вновь завоевал первое место, победив Поддубного и Мезенкова. В 1939 году Боров занимает первое место, второе — Ян Краузе, третье — Ракитин (А. Г. Ярков). В 1940—1941 годах в Новосибирске во время тренировки Михаил занёс инфекцию в кровь. Уже больного его доставили в Киев, где он пролежал в больнице больше полугода. Не до конца выздоровевший атлет, несмотря на уговоры друзей, начинает тренироваться, готовиться к соревнованиям. И даже больным гриппом принимает решение выступать в чемпионате в Киеве. Скончался 29 мая 1941 года, диагноз: сепсис-нефрозо-нефрит, похоронен в Киеве на Байковом кладбище.
В 1957 году друзья-атлеты Ярков, Загоруйко, Леонидов, Раков, Некрасов, Арнаутов, Белявский, Петров, Точёный, Карелин, Голуб и другие нашли могилу Михаила Борова. Отремонтировали, обновив надписью: «Чемпион РСФСР, борец Боров Михаил Романович, 1896—1941 и.и.»
Есть в Бугуруслане необычный, очень интересный музей. Его экспонаты посвящены в основном одному человеку — сыну крестьянина из Бугурусланского уезда, богатырю, чьё имя овеяно легендами, первому чемпиону Советской России по французской борьбе Михаилу Романовичу Борову. Среди личных вещей Борова поражают огромные лапти. Невольно вспоминаются михалковские стихи о «Дяде Стёпе». А Боров Действительно был великаном — двухметровый гигант, весивший 130 килограммов. В 24 года он успел уже повоевать и на германской, и на гражданской войнах, командовал взводом в первом интернациональном полку, отличившемся в боях в Оренбуржье. В освобождённом от белых Оренбурге он впервые увидел профессиональных борцов, и те изумлённо смотрели на парня, которому не без труда смогли подобрать армейское обмундирование. Там он получил первые уроки французской борьбы. После ранения Михаил вернулся в родные края, собрался крестьянствовать. Но борьба увлекла его навсегда. И как только поправился, стал тренироваться — легко и многократно выжимал двухпудовую гирю (один из двухпудовиков хранится в музее)

## Достижения
Боров (имел данные рост 198 см вес 128 кг) — один из сильнейших профессиональных борцов СССР. Вошёл в историю отечественного спорта и цирка как первый чемпион России среди профессиональных борцов классического стиля (г. Москва, 1920)
Его называли «колоссом Поволжья», «чемпионом чемпионов», «мордовским богатырём».
Ему довелось встречаться на ковре с Поддубным, Миловиновым, Шемякиным, Булем, Спулем, Кожемякой, Верденом, Абдурахмановым, Крыловым, Вейланд-Шульцем, Ярковым, Мазенковым и Алопским и другими сильнейшими атлетами того времени.